# George Pell
George Pell AC (Ballarat, 8 de juny de 1941 - Roma, 10 de gener de 2023) va ser un sacerdot australià, cardenal de l'Església Catòlica, i primer Prefecte del Secretaria per a l'Economia de la Santa Seu entre 2014 i 2019. Anteriorment, serví com a vuitè arquebisbe de Sydney (2001-2014), bisbe auxiliar (1987-1996) i arquebisbe (1996-2001) de Melbourne. Va ser creat cardenal el 2003.
D'ençà que va ser nomenat arquebisbe de Melbourne el 1996, va mantenir un alt perfil públic en un ampli ventall d'afers amb una estricta adherència a l'ortodòxia catòlica. Generalment va ser vist com a progressista en qüestions socials, però conservador en qüestió de fe i moral.
A causa de provenir i d'haver servit a Ballarat, seguit pels seus càrrec com a arquebisbe primer de Melbourne i després de Sydney, Pell va ser un testimoni notable a la Reial Comissió de Respostes Institucionals per l'Abús Sexual de Nens (2013-2016) i a la Investigació Parlamentària sobre la Manipulació d'abusos de menors per organitzacions religioses i altres organitzacions. El 13 de març de 2019 va ser condemnat per un jutjat de l'estat de Victòria a sis anys de presó per 5 delictes de pederàstria. Pell va sortir en llibertat un any després, quan el Tribunal Suprem australià el va absoldre i va anul·lar la condemna.

## Biografia
Pell va néixer a Ballarat, Victoria, fill de George Arthur i Margaret Lillian (nascuda Burke) Pell. El seu pare, anglicà no practicant amb els avantpassats provinents de Leicestershire a Anglaterra, era un campió de boxa de pes pesant; la seva mare era una catòlica devota d'ascendència irlandesa. Durant la Segona Guerra Mundial el seu pare serví a la Força de Defensa Australiana. La seva germana, Margaret, esdevingué violinista de l'orquestra simfònica de Melbourne. De petit, es va sotmetre a 24 operacions per eliminar un abscés a la gola.
Pell rebé la seva educació inicial al Loreto Convent i després al St Patrick's College. Ambdós estan al seu Ballarat nadiu. Al St. Patrick, Pell jugà com a ruckman al primer XVIII entre 1956 i 1956. Fins i tot arribà a signar per jugar amb el Richmond Football Club. Malgrat això, les seves ambicions tombaren vers el presbiterat. Parlant sobre la seva decisió d'esdevenir prevere, Pell va dir en una ocasió que «per dir-ho sense embuts, temia i sospitava i fins i tot em vaig convèncer que Déu em volia al seu servei, i mai no vaig poder fugir d'aquesta convicció.»
El 1960 començà els seus estudis sacerdotals al Corpus Christi College, llavors situat a Werribee. Un dels seus companys al seminari va ser Denir Hart, el futur successor de Pell com a arquebisbe de Melbourne. Pell continuà jugant a futbol i serví com a prefecte de la seva classe al segon curs i al tercer.El 1963 va ser destinar per continuar els seus estudis a la Pontifícia Universitat Urbaniana de Roma. Va ser ordenat al diaconat el 15 d'agost de 1966.

### Presbiterat
El 16 de desembre de 1966 Pell va ser ordenat prevere pel cardenal a la Basílica de Sant Pere. Rebé una llicenciatura en Teologia Sagrada de la Universitat Urbaniana el 1967 i continuà els seus estudis a la Universitat d'Oxford, on assolí el doctorat en Filosofia en història de l'Església el 1971 amb una tesi titulada "L'exercici de l'autoritat al cristianisme primerenc des del 170 fins al 270". Durant els seus estudis a Oxford també serví com a capellà pels estudiants catòlics a Eton College, on celebrà la primera missa catòlica des de la Reforma anglesa.
El 1971 tornà a Austràlia, on serví com a vicari a Swan Hill, on va estar-hi dos anys. Després serví en una parròquia a Ballarat East entre 1973 i 1983, i esdevingué administrador de la parròquia de Bungaree el 1984. El 1982 assolí un Màster en educació de la Universitat Monash a Melbourne. Durant la seva estada a Ballarat East i Bungaree, també serví com a vicari episcopal d'educació (1973-1984), director del campus Aquino de l'Institut d'Educació Catòlica (1974-84) i director de l'Institut d'Educació Catòlica (1984-1984). També va ser editor del "Light", el diari de la diòcesi de Ballarat entre 1979 i 1984.
Entre 1985 i 1987 Pell va ser rector de la seva alma mater, el Corpus Christi College.

### Episcopat
Pell va ser nomenat bisbe auxiliar de Melbourne i bisbe titular de Scala el 30 de març de 1987. Rebé la consagració episcopal el 21 de maig de 1987 de mans de l'arquebisbe Frank Little, amb els bisbes Ronald Mulkearns i Joseph O'Connell servint com a co-consagradors. Serví com a bisbe de la Regió Sud de Melbourne (1987-96). Durant aquest període, va fer de capellà de parròquia a Mentone.
Pell va ser nomenat setè arquebisbe de Melbourne el 16 de juliol de 1996, rebent el pal·li de mans del Papa Joan Pau II el 29 de juny de 1997. El 26 de març de 2001 va ser nomenat vuitè arquebisbe de Sydney, rebent de nou el pal·li de mans de Joan Pau II, el 29 de juny de 2001.
Pell va ser consultor del Consell Pontifici per a la Justícia i la Pau entre 1990 i 1995 i membre a partir de 2002. Entre el 1990 i el 2000 va ser membre de la Congregació per a la Doctrina de la Fe. A l'abril del 2002, Joan Pau II el nomenà President de la comissió Vox Clara per guiar la Congregació per a la Divina Litúrgia en la traducció a l'anglès dels texts litúrgics. Al desembre del 2002 va ser nomenat membre del Pontifici Consell per a la Justícia, havent servit prèviament com a consultor del consell. El 22 de setembre de 2012 va ser nomenat membre de la Congregació per als Bisbes.

### Paper a l'Església

#### Episcopat
D'ençà del nomenament de Pell com a arquebisbe de Melbourne ha mantingut un alt perfil públic en un ampli ventall de qüestions, tot i que mantenint una estricta adhesió a l'ortodòxia catòlica; amb algunes disputes sobre la qüestió dels catòlics i la "primacia de la consciència".
Pell cooperà amb el seu igual anglicà a Sydney, el bisbe Peter Jensen, sobre qüestions polítiques mentre que evitaven les controvèrsies teològiques. Defensant la importància de les creences religioses per a bastir una societat justa, Pell treballà amb representants de fes no cristianes, argumentant el 2001 que «el canvi religiós més significatiu a Austràlia en els darrers 50 anys és el creixement de gent sense religió, actualment una cinquena part de la població. Tots els monoteistes, cristians, jueus, musulmans i sikhs han de treballar que capgirar-ho. No hem de permetre que la situació es deteriori com ja va passar en temps d'Elies, 850 anys abans de Crist, quan el monoteisme va quedar arraconat pel paganisme agressiu dels seguidors de Baal.»
El 28 de setembre de 2003, el Papa Joan Pau II anuncià que, juntament amb 28 més, el nominaria pel Col·legi de Cardenals. Al consistori del 21 d'octubre va ser creat i proclamat cardenal prevere de S. Maria Domenica Mazzarello. Per primera vegada, des de l'elevació de Pell al cardenalat fins al 13 de desembre de 2003, quan Edward Bede Clancy va complir els 80 anys, havien tres cardenals australians electors (l'altre era Edward Idris Cassidy, President emèrit del Consell Pontifici per promoure la Unitat dels Cristians.
Pell va ser un dels cardenals electors que van participar en el Conclave de 2005 que escollí el Papa Benet XVI. S'especulà que Pell serví com una mena de "director de campanya" darrere l'elecció de Benet. Si bé va haver alguna especulació als mitjans australians que tenia alguna petita oportunitat d'esdevenir Papa, els comentaristes internacionals sobre la successió papal no el senyalaven com a candidat. Malgrat això, Pell si que va ser mencionat com un possible successor de Joseph Ratzinger com a cap de la Congregació per a la Doctrina de la Fe. Aquest càrrec finalment va anar a papar al cardenal estatunidenc William Levada, anterior arquebisbe de San Francisco. Pell segueix sent elegible per a participar en qualsevol conclave papal futur que comenci abans del seu 80è aniversari, el 8 de juny de 2021.
El 2006, Pell va fer una aposta d'èxit perquè Sydney allotgés la Jornada Mundial de la Joventut, una de les majors reunions internacionals de joves del món, que sovint porta milions de persones. El 2008 fins i tot portà el Papa Benet XVI en la seva primera visita papal a Austràlia. «Donem per fet que la gent sempre donarà als pobres i es preocuparà per la justícia social», va dir Pell poc després de guanyar l'oferta, en declaracions en les quals es detallaven les seves prioritats pastorals. «Però això no només passa per si mateix. Moltes grans civilitzacions no han mostrat cap consideració per aquests valors en absolut, i fins i tot els han considerat debilitats ... Tota societat requereix un bon percentatge de creients actius per assegurar que els valors d'un tracte just i el respecte pels altres siguin promoguts, i es transmetin a la següent generació. La Jornada Mundial de la Joventut farà una important contribució a aquest treball vital.» 
Al febrer de 2007, Pell va instituir noves directrius per a quan membres de la família parlin en els funerals. Va dir que, «en no poques ocasions, comentaris inapropiats glossen les tendències del difunt (proeses alcohòliques, conquestes romàntiques, etc.) o sobre l'Església (atacar els seus ensenyaments morals) s'han fet en les misses de funeral.» Les directrius de Pell deixen clar que l'elogi no ha de reemplaçar l'homilia del celebrant, que s'hauria de centrar en les lectures seleccionades, la compassió de Déu, i la resurrecció de Jesús.
El 18 de setembre de 2012, Pell va ser nomenat pel Papa Benet XVI per a ser un dels pares sinodals designat pel Papa per l'Assemblea General Ordinària d'octubre de 2012 del Sínode dels Bisbes sobre la Nova Evangelització.
Pell va ser l'únic cardenal provinent d'Oceania que participà en el conclave papal 2013. Després de l'elecció de Francesc, Pell va ser un dels vuit membres designats per assessorar el Papa sobre com reformar l'Església Catòlica.

#### Secretariat per a l'Economia
Al febrer del 2014, Pell va ser nomenat com el primer cardenal-prefecte per al nou Secretariat per a l'Economia. En aquest paper, Pell és responsable del pressupost anual de la Santa Seu i del Vaticà. Com a resultat d'aquest nomenament, la seu de Sydney quedà vacant.
El juliol del 2014 s'anuncià que Pell, amb el consentiment del Papa Francesc, tenia la Secció Ordinària de l'Administració del Patrimoni de la Seu Apostòlica (APSA) transferida al Secretariat per a l'Economia i reclamava que era un pas important per permetre que el Secretariat de l'Economia exercís les seves responsabilitats sobre el control econòmic i la vigilància sobre les agències de la Santa Seu. També s'anuncià que els treballadors del APSA començarien a exercir les seves responsabilitats sobre le seu paper com un tresor per a la Santa Seu i l'estat de la Ciutat del Vaticà.
Després de la confirmació de l'Institut per a les Obres de Religió pel Papa el 7 d'abril de 2014, l'IOR anuncià plans pel següent escenari de desenvolupament. El Concili de Cardenals, el Secretariat per l'Economia, la Comissió Supervisora de Cardenals i l'actual Comitè de Superintendència de l'IOR acordaren que aquest pla seria realitzat per un nou equip executiu, encapçalat per Jean-Baptiste de Franssu.
Pell va ser nomenat membre de la Congregació per a l'Evangelització dels Pobles el setembre de 2014.
Al novembre de 2014 s'informà que el Secretariat per l'Economia havia distribuït un nou manual per a tots els oficis del Vaticà descrivint les polítiques de direcció financera que tindrien efecte des de l'1 de gener de 2015. El manual va ser realitzat pel Concili per a l'Economia i aprovat pel Papa Francesc in forma specifica. «El propòsit del manual és molt senzill va dir Pell, porta les pràctiques de la direcció financera en línia amb els standards internacionals i ajudarà totes les entitats i administracions de la Santa Seu i de la Ciutat del Vaticà a preparar informes de manera consistent i transparent.» el Secretariat per a l'Economia oferirà preparació i suport a les oficines del Vaticà i la Santa Seu per tal d'implementar les noves polítiques.
El 2015, el cardenal Coccopalmerio qüestionà l'objectiu de l'autoritat donada al Secretariat per a l'Economia i al mateix Pell. Aquestes qüestions no són només la petició de transparència en totes les operacions financeres, sinó la consolidació de la direcció sota el Secretariat per a l'Economia.

### Salut i darrers temps
Al febrer del 2010 s'informà que Pell "havia patit un revés de salut a Roma i està o ha estat a l'hospital". Es creu que Pell va ser portat a l'hospital quan arribà a Roma després de desmaiar-se. Va ser donat d'alta de l'hospital aquell mateix dia i les fonts deien que gaudia de bona salut.
La salut de Pell va aparèixer de nou a les notícies a finals de 2015, quan es va considerar prou seriós com per evitar que viatgés d'Itàlia fins a Austràlia per comparèixer davant la Comissió Reial per respondre davant els casos d'abusos a infants. S'esperava que estaria prou bé per viatjar al febrer de 2016, però finalment va testificar des d'un hotel a Roma mitjançant una vídeo conferència.
El 10 de gener de 2023, als 81 anys, Pell va morir d'una aturada cardíaca després d'una cirurgia de maluc a l'hospital Salvator Mundi de Roma, després d'haver assistit al funeral del papa Benet XVI uns dies abans. Es van anunciar plans per tornar les restes de Pell a Austràlia i enterrar-les a la catedral de Santa Maria de Sydney després del seu funeral al Vaticà.

## Opinions
Dins del context australià, Pell és percebut com a progressista en moltes qüestions socials però conservador en qüestions de fe i moral. Sovint ha estat bel·licós amb el que ell anomena la "duresa" del capitalisme salvatge. Ha escrit que un catòlic és algú qui no és només una persona amb una consciència, sinó que «és algú que creu que Crist és Fill de Déu, accepta els Seus ensenyaments i viu una vida d'adoració, col·laboració i deure a la comunitat. Els catòlics no han estat creats per l'accident de néixer per romandre només perquè la seva tribu té una història interessant."

### Teologia i culte
Litúrgia Ad orientem
Pell dona suport, en abstracte, però no com una proposta d'aplicació immediata, a la celebració obligatòria del cànon de la missa amb l'orientació ad orientem del sacerdot, mirant en la mateixa direcció que la congregació. «No hi ha res com un consens a favor d'això en el moment. Crec que estaria a favor d'ella, ja que fa palès que el capellà no és el centre de l'espectacle, que aquest un acte de culte a l'únic veritable Déu, i el poble s'està unint amb el capellà per això.»
Adam i Eva
Durant un debat en contra Richard Dawkins en el programa Q&A en 2012, en resposta a si hi havia hagut alguna vegada un jardí de l'Edèn amb uns Adam i Eva reals, Pell va dir:
| « | Adam i Eva són termes - què és el que volen dir: la vida i la terra. És com si cada home. Això és una narració bella sofisticada i mitològica. No és ciència, però que hi està per dir-nos dues o tres coses. Primer de tot el que Déu va crear el món i l'univers. En segon lloc, que la clau per al conjunt de l'univers, el realment important, són els éssers humans i, en tercer lloc, es tracta d'una mitologia molt sofisticada per tractar d'explicar el mal i el sofriment al món. | » |

Cel i Infern
En un programa de la televisió australiana en 2012, se li va demanar que descrivíss el seu concepte del Cel, i Pell va dir:
| « | En cert sentit, estarem allà com a persones que continuem. En algunes d'elles amb un nou cel i una nova terra amb totes les coses bones que hem fet serà incorporat en el nou cel i la nova terra. Com es va a treballar a terme no sé perquè, crec, física i moralment i intel·lectualment estem en el nostre pic en diferents etapes de la nostra vida. Com funcionarà tinc ni idea, però que és l'esquema general de l'ensenyament cristià. | » |

Consultat sobre el tema de l'infern, Pell va dir que va usar l'exemple de Hitler per explicar la noció de la necessitat d'infern: "Creus que Hitler podria estar a l'infern? Va començar la segona guerra mundial, va causar la mort de 50 milions de persones o prefereix un sistema en què Hitler es sortís amb la seva de franc? "
| « | Nosaltres els catòlics en general creiem que hi ha un infern. Espero que no hi hagi ningú. Certament crec en un lloc de purificació. Crec que serà com aixecar-se al matí i en obrir les cortines i veure que la llum és simplement massa. La llum de Déu seria massa per a nosaltres. Però crec que en nom de les víctimes innocents de la història que la balança de la justícia ha de treballar. I si no ho fan, la vida és radicalment injust, la llei del més fort preval. | » |

Ordenació de les dones i celibat sacerdotal
Pell donà suport a l'opinió de Joan Pau II sobre que l'ordenació de dones és impossible d'acord amb la constitució divina de l'Església i també ha expressat la seva opinió que abandonar la tradició del celibat clerical podria ser un "greu error".
La Societat de Sant Pius X
Pell ha expressat mostrar-se d'acord amb l'aixecament de l'excomunió dels quatre bisbes de la Societat de Sant Pius X. Va dir que «crec que és un objectiu valuós intentar reconciliar aquest ala amb l'Església», però també insistí que la Societat de Sant Pius X havia d'acceptar els ensenyaments del Concili Vaticà II abans que pugui estar totalment reconciliat amb la Santa Seu dient que «crec que seria incongruent voler estar formalment reconciliat amb l'Església si explícitament s'està desconeixent elements claus del Vaticà II», entre els quals senyalà que "l'estat no pot obligar a la creença" i la "condemna de l'antisemitisme" que va fer el Concili.
Papa Benet XVI
Pell comentà públicament que la decisió del Papa Benet XVI de retirar-se el 2013 podia assentar un precedent que podia ser un problema per a líder futurs. Va dir que la decisió de Benet d'abandonar havia desestabilitzat l'Església i que alguns dels que envoltaven el Papa havien fallat en ajudar-lo en el seu ministeri. «Era molt conscient que trencava amb la tradició i que provocava una mica de desestabilització» Segons ell, el Papa era millor teòleg que no pas un líder.
En resposta a l'afirmació que havia criticat el Papa Benet XVI, Pell va confirmar que ell estava declarant el que el Papa ja ha esmentat a si mateix, i els seus comentaris "no van trencar res".
Durant una conferència de joves a Parramatta, el bisbe Anthony Fisher OP confirmà que Pell senzillament «senyalava els pros i els contres de la decisió papal» i que els que afirmaven que els seus comentaris eren crítics els estaven traient fora de context.

### Qüestions polítiques
Guerres de l'Afganistan i Iraq
Pell va escriure que donava suport a la guerra de l'Afganistan però creia que la guerra d'Iraq «no estava moralment justificada».
Els sol·licitants d'asil i els refugiats
Pell ha criticat la política bipartidista de detenció obligatòria dels sol·licitants d'asil a Austràlia i va fer una crida a "l'empatia i la compassió" cap als pobles desplaçats. Pell va dir que si bé una política de dissuasió era justificable, la pràctica de la política tenia un "cost moral" massa gran. En descriure les condicions en alguns dels camps de detenció obligatòria d'Austràlia en 2001 com a "bastant estrets i miserables" i "no hi ha lloc per a les dones i els nens", Pell demanà la investigació de qualsevol maltractament de detinguts i va dir que, mentre que Austràlia té el dret de regular el nombre de refugiats que accepta, com un país ric i pròsper, es pot "permetre el luxe de ser generós" i ha de tractar els refugiats que arriben a Austràlia amb humanitat.
Republicanisme australià
Pell va ser nomenat com a delegat per la Convenció Constitucional Australiana 1998, on es considerà que Austràlia esdevingués una república. Pell donà el seu suport al canvi, i animà els líders polítics australians perquè abracessin la república, senyalant que «sense el suport de la majoria dels escons d'ambdós costats del Parlament, seria un absurd anar cap a un referèndum.» Cap al final dels procediments, demanà als conservadors que donessin suport al canvi.
Guerra Civil Siriana
Pell creu que els països occidentals no haurien d'intervenir a la guerra civil siriana mentre que pogués donar uns mínims legals i d'ordre a la població, així com una mínima protecció als cristians.

### Líders mundials
John Howard
Quan John Howard abandonà el càrrec de Primer Ministre d'Austràlia després de les eleccions federals del 2007, Pell va escriure que, conjuntament amb Bob Hawke, Howard havia estat la principal figura de la vida australiana d'ençà de Robert Menzies, que havia portat 11 anys de prosperitat i que «havia canviat la vida australiana per a millor.» Pell va escriure que Howard «entenia que les famílies tradicionals eren el ciment que mantenia conjunta la societat i que generalment donava suport dels valors cristians.» Pell afirmà que Howard va anar un pas massa lluny en la política de les relacions industrials i que la Guerra d'Iraq no havia anat bé, però que la «la major taca en el seu expedient serà el tractament dels refugiats».
John F. Kennedy
Pell es descriu com «un vell seguidor d'en Kennedy» ("an old Kennedy groupie"), referint-se a en John F. Kennedy, el primer President dels Estats Units catòlic.
Barack Obama
Després de l'elecció el 2008 de Barack Obama com a President dels Estats Units, Pell va escriure al The Sunday Telegraph que «Obama és un orador superb amb un do pel llenguatge i una capacitat per inspirar lleialtat i esperança» i que la «importància pels Estats Units i pel món d'un President negre no pot subestimar-se; especialment un President negre amb un pare musulmà. Cap país europeu podria donar un resultat així.» Pell expressà la necessitat per a un servei sanitari universal als Estats Units, però criticà el suport mostrat per Obama cap a l'avortament, dient que tenia el «major rècord de vot anti-vida de qualsevol senador contemporani», que «contrasta enormement amb el seu humanitarisme en molts altres aspectes.» Pell afirmà que Obama hauria de moure's més enllà de l'esquerra radical si volia «guanyar sobre el punt mitjà en la lluita per la prosperitat» El 2009, en una entrevista al The Catholic Herald, Pell va dir que «el seu llegat sobre les qüestions de vida és molt, molt dolent» i expressà la seva oposició a la Llei de llibertat d'elecció.

### Qüestions interfe
Islam
Pell ha escrit sobre la necessitat d'"aprofundir l'amistat i l'entesa" amb els musulmans en el post-11 de setembre i ha dit que, encara que hi ha una lluita contínua en tot el món musulmà entre els moderats i els violents, creu que, a Austràlia, "els moderats estan en control".
El 2004, parlant amb l'Institut Acton sobre els problemes de la "democràcia secular", Pell va establir un paral·lelisme entre l'islam i el comunisme: «L'Islam pot proporcionar al segle XXI l'atracció que el comunisme va proporcionar al XX, tant per a aquells que s'han allunyat i amargat per una banda, i per a aquells que busquen l'ordre o la justícia en l'altre'.»
El 2006, a la Cimera de Legatus a Naples, Florida, Pell va afirmar: «Considerat estrictament en els seus propis termes, l'Islam no és una religió tolerant i la seva capacitat de renovació de llarg abast és molt limitada.»
No obstant això, ha afegit que el factor humà de molts musulmans d'estar incòmode amb la violència i la intolerància severa de les pràctiques islàmiques tradicionals ofereix l'esperança d'un canvi positiu com ha passat als països musulmans més moderats. Va continuar «denunciant l'ànim alegre de la migració islàmica gran escala en els països occidentals» i dient que tenia un «impacte negatiu en el desenvolupament econòmic i cultural en certs moments i en certs llocs».
El 2012 i 2013, Pell acollí els sopars de Iftar per marcar el final de la celebració del Ramadà. El Muftí d'Austràlia, Ibrahim Abu Mohamed, va expressar la seva gratitud i reconeixement a Pell, en nom dels musulmans per acollir el sopar. Pell va dir que durant el sopar del 2012 que aquestes reunions són un dels fruits de la tolerància que floreix en la societat australiana i és un signe de respecte a la diversitat, afirmant:
| « | Tots estem cridats a ser instruments de la pau i l'harmonia entre els agressors i els que practiquen el terrorisme tot i que adorem l'únic Déu de diferents maneres... Ens reunim units en els nostres plans per al respecte i l'amistat. | » |

Judaisme
Pell ha participat en molts diàlegs interreligiosos i celebracions amb persones jueves. El 2001, va dir al seu públic a Mandelbaum House que provenia d'una família fortament pro-jueva i d'estar trist durant els seus estudis d'història en trobar el maltractaments dels cristians vers als Jueus. Pell va parlar de la necessitat de recordar l'Holocaust i de les seves visites als camps de concentració i del seu suport al dret de l'estat d'Israel a existir. Va elogiar el paper del Concili Vaticà II i del Papa Joan Pau II en l'avanç de la causa del diàleg entre cristians i jueus i la cooperació. Pell també va parlar en lloança dels salms jueus com «un cos de literatura d'oració» sense igual en qualsevol altra tradició i va assenyalar als profetes jueus, Isaïes, Jeremies, Ezequiel com a autors del que és un amor profund i Elies com un a qui ell considera com altament significatiu. Pell va demanar als líders cristians i jueus per igual a parlar entre si i amb respecte escoltar-se els uns als altres, dient de la relació entre cristians i jueus:
| « | Durant els últims 30 o 40 anys s'ha produït una reducció significativa en la quantitat d'antisemitisme cristià. Donem gràcies a Déu per això. Per adaptar-se a les circumstàncies de la paraula de Martin Luther King «estem atrapats en una xarxa ineludible de reciprocitat. El que afecta directament a un afecta indirectament a tots». La nostra fortuna, com a germans, estan íntimament relacionada. | » |

Durant una taula rodona televisada al 2012 en que participà amb Richard Dawkins en el programa de la televisió australiana Q&A, Pell va afirmar que tenia "una gran admiració pels jueus" i condemnat en repetides ocasions Adolf Hitler. Durant el curs de la discussió, el moderador de l'ABC, Tony Jones va buscar donar a entendre l'antisemitisme en els comentaris de Pell en relació amb el desenvolupament intel·lectual relatiu de la societat jueva antiga amb la de grans potències com Egipte, així com en el comentari de Pell que Alemanya va ser castigada pel seu paper en la Segona Guerra Mundial.
En respondre a una sèrie de preguntes de Jones de per què Déu «decidí a l'atzar per proporcionar la prova de la seva existència a un petit grup de jueus fa 2.000 anys», Pell va dir que, si bé la vida intel·lectual dels antics Jueus no era la igualtat de les grans potències circumdants com Egipte, Pèrsia i Caldea, «Jesús no va venir com un filòsof a l'elit. va arribar als pobres i els lluitadors». Jones va examinar Pell sobre l'ús de la paraula "intel·lectual" i Pell va dir (en referència als temps bíblics) que «la gent comuna jueva, originalment eren pastors. Estaven atrapats. Encara estan atrapats entre aquestes grans potències.»
Pel que fa a esdeveniments com "L'Holocaust, el genocidi, a la fam", Jones li va preguntar per què un Déu omnipotent permetria que aquest tipus d'esdeveniments es produeixin. En resposta, Pell i Jones van tenir el següent intercanvi:
| « | *Pell: Aquesta és una pregunta poderosa. Ell va ajudar probablement a través de causes secundàries als jueus a escapar i continuar. És interessant a través d'aquestes causes secundàries, probablement, no hi ha persones en la història han estat castigats la forma en què els alemanys ho han estat. És un terrible misteri. * Moderador: No seria un argument molt fort dient que els jueus d'Europa van patir més que els alemanys. * Pell: Sí, això podria ser correcte. Certament, el sofriment, tant pel que significa pels Jueus no hi havia cap raó per la qual haguessin de patir. | » |

Les declaracions de Pell van ser àmpliament mal i mal interpretades, el que porta a un aclariment de la seva oficina – reportat per The Times of Israel com una disculpa. Pell va dir que «el meu compromís d'amistat amb la comunitat jueva, i la meva estima per la religió jueva és un assumpte d'interès públic, i l'últim que voldria fer és ofendre a ningú» i que l'Holocaust va ser «un crim únic en la història de la mort i el sofriment que va causar i el seu diabòlic intent d'eliminar a tot un poble.»

### La sexualitat, el matrimoni i la bioètica
Pell ha rebut molta atenció per les seves actituds cap a temes de sexualitat, particularment l'homosexualitat. Ha dit que «l'ensenyament cristià sobre la sexualitat és només una part dels Deu Manaments, de les virtuts i els vicis, però és essencial per al benestar humà i en especial per la florida adequada dels matrimonis i les famílies, per a la continuïtat de la raça humana.» Quan arribà a ser arquebisbe de Sydney, va declarar: «Qualsevol religió genuïna té dos importants tasques morals: en primer lloc, per presentar les normes i ideals, metes del nostre esforç, i en segon lloc, per oferir ajudes per a la nostra debilitat, el perdó i la curació de cada malfactor i pecador que es penedeix i busca el perdó.»
Divorci
Pell diu que, fora de circumstàncies excepcionals, com les relacions que involucren abús físic, és millor per als individus i per a la societat si les parelles no divorci, sobretot quan es tracta de nens.
El 2001, el programa de radio The World Today de ABC va informar que Pell volia un retorn a un sistema de divorci basat en la culpa d'un dels cònjuges. Pell va dir al programa que, en un esforç per «centrar l'atenció en el dany, personal i financera, que per desgràcia sovint se segueix de divorci» que havia preparat una llista per al seu examen públic de possibles sancions que desincentivar el divorci (en particular quan va ser culpa d'una part involucrats); així com els beneficis per donar suport a les parelles que vivien juntes.
VIH / SIDA
El 2009, Pell va recolzar les observacions fetes pel Papa Benet XVI a l'Àfrica en relació amb el control de la propagació de la SIDA, en la qual el Papa va reiterar l'ensenyament catòlic que la solució a l'epidèmia de SIDA no rau en la distribució de preservatius, sinó en la pràctica de l'abstinència sexual i la monogàmia en el matrimoni. El Papa va dir que la SIDA no es pot superar mitjançant la distribució de preservatius, que «fins i tot poden augmentar el problema». En resposta a la cobertura global d'aquestes observacions, Pell va dir que la SIDA era «gran crisi espiritual i sanitària» i un enorme desafiament, però que «Els condons estan animant a la promiscuïtat. Estan animant a la irresponsabilitat.»
| « | La idea que es pot resoldre una gran crisi espiritual i sanitària com la SIDA amb uns artefactes mecànics com els condons és ridícula. Si ens fixem en les Filipines veurà la incidència de la SIDA és molt menor del que és a Tailàndia, que està ple de condons. Hi ha preservatius a tot arreu i la taxa d'infecció és enorme. | » |

El president del Consell de la SIDA de Nova Gal·les del Sud, Marc Orr, va dir que els comentaris de Pell eren "irresponsables" i "contradiuen totes les proves" que els condons redueixen la transmissió del VIH: Mike Toole (Burnet Institute) i Rob Moodie (Institut Nossal per Global salut) va escriure a The Age que Pell havia dit un agent de salut d'un país africà li va dir que «les persones en zones remotes són massa pobres per pagar els condons i els que estan disponibles són sovint de molt mala qualitat i no s'han utilitzat de manera efectiva.» Tots dos professors argumenten que «aquest no és un argument en contra de la promoció dels preservatius - és un argument que hem de garantir que els condons de bona qualitat són assequibles per a tothom i estan àmpliament distribuïts amb informació sobre com utilitzar-los de manera efectiva» i van concloure que «l'abstinència sexual com a missatge clarament no està funcionant.»
El 2010, a Light of the World: The Pope, the Church and the Signs of the Times, un llibre-entrevista escrit pel periodista alemany Peter Seewald, el papa Benet va dir que encara que l'Església no va tenir en compte els condons com una "solució real o moral", hi va haver moments en què la" intenció de reduir el risc d'infecció "va fer ús del condó" un primer pas "cap a una millor manera. Pell va emetre un comunicat dient que això no va marcar un nou i important canvi en el pensament del Vaticà.
Com a arquebisbe de Sydney, Pell ha donat suport fermament la tasca de les organitzacions sanitàries catòliques com ara l'Hospital de Sant Vicent i el Centre Arbre de l'Esperança en la cura de les persones que viuen amb el VIH / SIDA.
Controvèrsia sobre el debat de cèl·lules adultes
Pell dona suport a la investigació sobre el potencial terapèutic de les cèl·lules mare adultes, però s'oposa a la investigació amb les cèl·lules mare embrionàries sobre la base que l'Església no pot suportar qualsevol cosa que implica que «la destrucció de la vida humana en qualsevol etapa després de la concepció». Sota Pell, l'arxidiòcesi de Sydney ha proporcionat fons per a la investigació amb cèl·lules mare adultes, però s'ha oposat activament al Parlament de Nova Gal·les del Sud en la liberalització de les lleis relatives a la utilització de cèl·lules mare embrionàries.
En declaracions fetes en una conferència de premsa, al juny de 2007 en un vot de consciència bolcat en la prohibició estatal sobre la clonació terapèutica, Pell va dir que «els polítics catòlics que voten per aquesta legislació han de adonar-se que el seu vot té conseqüències per a la seva lloc en la vida de l'Església». Alguns membres del parlament, entre ells ministres, com Kristina Keneally i Nathan Rees, van condemnar els comentaris de Pell, qualificant-los d'hipòcrites; Rees va ser comparat amb els comentaris fets a principis d'any pel Sheik Hilali. El parlamentari d'Austràlia Verds Lee Rhiannon es referí a les observacions de Pell al comitè dels privilegis parlamentaris de Nova Gal·les del Sud per estar suposadament en «desacatament al Parlament». Pell va descriure aquest moviment com un «maldestre intent de restringir la llibertat religiosa i la llibertat d'expressió». Al setembre, la comissió va elaborar un informe d'ell aclarint d'aquesta càrrega i la recomanació que no es prenguin mesures addicionals.

### Altres actuacions
L'arquebisbe catòlic de Sydney fou professor visitant del St John's College, una universitat residencial dins de la Universitat de Sydney. Es tracta d'una funció en gran part cerimonial, però també per orientar i resoldre disputes internes. Sota la direcció de l'arquebisbe la universitat s'associa als interessos de l'Església i la seva missió, en particular mitjançant el foment de les adreces acadèmiques apropiades en l'educació, la caritat, la justícia social, l'ètica i el medi ambient.
Pell va acceptar la invitació a ser patró de la Oxford University Newman Society i a fer la Conferència Inaugural del curs el 6 de març de 2009.
Pell és un col·laborador habitual d'articles per als mitjans australians, incloses les columnes regulars al diari de Sydney The Sunday Telegraph.
Pell és un antic membre de l'Australian College of Education.

## Casos d'abusos sexuals per part del clergat i membres d'ordes religiosos

### Protocols "Melbourne Response" i "Towards Healing"
Sota la direcció de Pell com a arquebisbe de Melbourne, es van establir els protocols "Melbourne Response" i "Towards Healing" a Austràlia per respondre a les acusacions d'abús de menors. El 1996, tres mesos després d'haver estat instal·lat com a arquebisbe de Melbourne, Pell creà Melbourne Response per ser un procés independent que oferís assessorament i suport a les víctimes sense cap cost per a ells, així com compensacions ex gratia (pagaments realitzats sense que l'Església reconegui responsabilitat o obligació legal) a les víctimes. Els pagaments  ex gratia es van tapar, però es va encoratjar les víctimes públicament a presentar-se. Poc després, la Conferència Episcopal Australiana va establir Towards Healing.

### Resposta a les al·legacions històrics a Sydney
Durant l'estada de Pell com a arquebisbe de Sydney, es van fer acusacions d'abús sexual contra 55 sacerdots de l'arxidiòcesi. Aquests eren gairebé exclusivament en relació amb els incidents ocorreguts abans de la seva arribada com a arquebisbe. Les acusacions van donar lloc a pagaments de reparació d'una mica menys de 8 milions.

### Comissió real sobre les respostes institucionals a abús sexual infantil
A la fi de 2012, el govern federal australià va anunciar l'establiment d'una Comissió Reial sobre les respostes institucionals pels abusos sexuals a nens. En una conferència de premsa televisada, Pell va donar la benvinguda a la Comissió Reial. Els seus comentaris es van rebre atenció dels mitjans quan va afirmar que els sacerdots que escolten confessions de les persones que cometen abús sexual infantil han de romandre vinculat pel secret de confessió, en comentar que:
| « | Si això es fa fora del confessionari (pot ser reportat a la policia) .... (Però) el secret de confessió és inviolable. Si el sacerdot sap per endavant aquesta situació, el sacerdot ha de negar-se a escoltar la confessió... Aquest seria el meu consell, i jo mai sentiria la confessió d'un capellà que se sospités tal cosa. | » |

En un discurs de 2012, Pell va dir que estava profundament afligit pel dolor que havia passat, i el va descriure com completament contrari als ensenyaments de Crist.
En 2014, la Comissió Reial se li va dir com els advocats que representaven a Pell i l'arqxdiòcesi de Sydney incorre en costos de 1,5 milions de dòlars contra una víctima d'abús sexual. Els advocats, seguint instruccions de l'Església, "vigorosament" van lluitar John Ellis a través dels tribunals malgrat els advertiments del seu "estat psicològic fràgil". El Tribunal d'Apel·lacions de Nova Gal·les del Sud va establir la controvertida "Ellis Defensa", que va confirmar que l'Església no podia ser demandat com a persona jurídica i responsable dels abusos comesos per un sacerdot en la matèria. Amb el temps, Ellis va rebre 568.000 de l'Església. En un comunicat a la Comissió Reial de març de 2014, Pell va revertir la seva posició anterior en suport de la defensa, dient que: «La meva opinió és que l'Església a Austràlia ha de poder ser demandada en els casos d'aquest tipus.»
Pell va comparèixer davant la Comissió Reial per videoconferència des del Vaticà a l'agost de 2014 i de nou al febrer / març de 2016, aquest últim per raons de salut.
Arran de la incapacitat de Pell per viatjar en 2016, es va posar en marxa una campanya de crowfunding titulada "Enviem els supervivents de Ballarat a Roma" per permetre a les 15 víctimes d'abusos viatjar a Roma i veure'l en prestar testimoni en persona. Va aconseguir el seu objectiu de reunir A 55.000 en un dia, que es doblà l'endemà i es va triplicar el dia després. El comediant i músic Tim Minchin va escriure i va gravar la cançó "Come Home (Cardinal Pell)", amb tots els ingressos per anar a la campanya de crowfunding. La cançó descriu Pell com "escòria" i Minchin es va fer passar per Déu dient "Tinc un bon lloc a l'infern amb el seu nom en ell." Pujat a YouTube, a les 24 hores tenia més de 400.000 comentaris i va aconseguir la posició número u en la llista d'iTunes a Austràlia.

#### Compareixença de 2014
A la seva compareixença de 2014, Pell va comparar l'Església Catòlica a una companyia de camions: «Si el conductor del camió recull una senyora i després la molesta, no crec que sigui apropiat, perquè és contrari a la política, per la possessió, el lideratge d'aquesta empresa que assumeixi la responsabilitat.» Va ser molt criticat per aquesta observació. La president d'Adults que sobreviuen l'abús infantil, Cathy Kezelman, va cridar als seus comentaris d' indignants", dient que se'ls nega l'experiència de les víctimes. Nicky Davis, de la Xarxa de Supervivents dels Abusats per Sacerdots (SNAP), va dir que Pell havia fet una comparació "altament ofensiu". Michael Bradley, escrivint a la seva columna setmanal d'ABC News, va dir: «Sí, era al·lucinantment insensible a dibuixar aquesta analogia i plantejar tan alegrement a "una senyora". però, hi havia un forat molt més gran. En el món d'acord amb Pell, si l'Església Catòlica té una política que li diu als seus sacerdots no violació fills, llavors, si és que encara ho fan, l'Església no poden ser considerats responsables.»

#### Acusacions de 2015 i negacions pel que fa a Gerald Ridsdale
Pell va ser acusat per David Ridsdale, una víctima d'abús sexual de nens a Ballarat i nebot de Gerald Ridsdale, d'intentar subornar-lo el 1993 per tal d'evitar que es fes públic l'abús. Les acusacions van ser fetes davant la Comissió Reial el maig de 2015. Pell servia com a sacerdot assistent a l'església de San Alipi, Ballarat East, i va compartir una casa amb Ridsdale el 1973. Ridsdale va ser descrit per The Sydney Morning Herald com "defrocked". Ridsdale va ser condemnat entre 1993 i 2013 d'un nombre molt gran de abús sexual infantil i abusos deshonestos contra nens de tan sols quatre anys, el nombre total de víctimes conegudes és de 54. Els abusos van tenir lloc durant els anys 1970 i 1980. Pell va negar saber sobre qualsevol de les accions de Ridsdale i va negar les acusacions del seu nebot.Pell era part d'un grup de líders de sacerdots catòlics a la diòcesi de Ballarat que es van reunir durant 1982 i discutit el trasllat de Ridsdale de la parròquia en Mortlake i enviant-lo a Sydney.

#### Compareixença de 2016 aparició
En comparèixer davant la Comissió Reial al febrer i març de 2016 per videoconferència des d'un hotel a Roma, Pell va donar evidència davant de 15 víctimes d'abusos que havien viatjat des d'Austràlia a Roma per presenciar el seu testimoni. L'audiència a Sydney estava oberta als mitjans de comunicació. Jurant sobre la Bíblia, Pell va afirmar que no creia que els problemes dels abusos estiguessin dins de l'estructura institucional de l'Església Catòlica. «L'Església ha comès enormes errors i està treballant per posar remei a aquests», va dir. «L'Església en molts llocs, sobretot a Austràlia, ha espatllat les coses, ha permès que la gent caigui. No sóc aquí per defensar l'indefensable.» L'advocat que assistí a la Comissió Reial va al·legar que hi havia també problemes més amplis amb l'església de jerarquia a Austràlia i Roma i més enllà, que pensaven que subestimar o eludir. Pel que fa a les al·legacions dels nens, va dir que «la predisposició era no creure», i que l'instint era protegir l'Església.
| « | Molts d'ells, sens dubte van ser acomiadats i en ocasions van ser acomiadats en circumstàncies absolutament escandaloses, Eren acusacions molt, molt, molt plausibles realitzades per persones responsables que no van ser seguides suficient. | » |

Pell també va declarar que la forma en que s'havia tractat a Gerald Ridsdale va ser «una catàstrofe per a les víctimes i una catàstrofe per a l'Església.» Però en referència als rumors d'abús per se, "en aquests dies", va dir, "si un sacerdot va negar aquesta activitat, jo estava molt fortament inclinat a acceptar la negació".
Al juny de l'any 2016 el director de l'Oficina de Premsa Santa Seu, Federico Lombardi, va anunciar que Pell continuaria en el seu paper com prefecte de la Secretaria d'Economia, tot i estar obligat a presentar la seva renúncia en complir els 75 anys. Lombardi recordà a la premsa que Francesc havia expressat prèviament la seva plena la confiança en Pell, i que Francesc desitjava que continués com a prefecte.

### Investigació del Parlament de Victoria del 2013
El 27 de maig de 2013, Pell va donar proves que la investigació del Parlament de Victòria sobre com s'ha tractat la qüestió del maltractament infantil per les organitzacions religioses i altres.
El periodista David Marr va escriure que «Ell [Pell] va admetre que la seva Església havia ocultar els abusos per por a l'escàndol; que el seu predecessor, l'arquebisbe Little poc havia destruït els registres, havia traslladat sacerdots pedòfils de parròquia en parròquia i va facilitar els crims atroços»

### Les acusacions d'abús sexual contra Pell
El juny de 2002, Pell va ser acusat d'haver abusat sexualment d'un nen de 12 anys, en un campament juvenil catòlic el 1961, mentre que era un seminarista. Pell va negar rotundament totes les acusacions i es va posar a un costat tan aviat com les acusacions es van fer públiques, però no va renunciar com a arquebisbe. El demandant es va comprometre a impulsar les seves denúncies a través del propi procés de l'església per tractar les al·legacions de mala conducta sexual, el Comitè Nacional per a Estàndards Professionals (PCN). A.J. Southwell, contractat per l'Església per investigar l'assumpte, va considerar que l'autor va donar la impressió de "parlar honestament de recolliment real". Southwell va arribar a la conclusió, però, que malgrat aquesta impressió, que no podia considerar la queixa establert:
| « | Al final, i tot i que la impressió del demandant, tenint en compte les dificultats forenses de la defensa ocasionat per retard molt llarg, algunes crítiques vàlides de la credibilitat de l'autor, la manca de proves de corroboració i la negació jurada del demandat, trobada no estic convençut que la denúncia ha estat establerta. | » |

Pell afirmar haver estat exonerats, mentre que l'advocat del demandant va dir que el seu client havia estat reivindicat.
Al febrer de 2016, es va informar que Pell havia estat sota investigació durant l'any passat per la policia de Victòria a través de múltiples acusacions d'abús de menors. Pell va emetre una negació immediata i vehement. Es va informar que els detectius de Victoria volien volar al Vaticà per interrogar Pell sobre les acusacions, que eren d'abús sexual de "fins a 10 menors d'edat entre 1978 i 2001", i estaven esperant "figures d'alt nivell per a 'donar-los el vistiplau'". Frank Brennan, SJ, Orde d'Austràlia criticà el moment de l'informe dels mitjans, dient que pot soscavar els procediments de la Comissió Reial.
El 28 de juliol de 2016, el Comissari Cap de la Policia de Victòria Graham Ashton va confirmar que hi havia hagut una investigació sobre un presumpte abús sexual per part de Pell a partir d'un informa previ del programa de l'ABC 7,30 del dia anterior i va declarar que estava esperant l'assessorament del director del Ministeri Públic (DPP). El 17 d'agost de 2016, la Policia de Victòria va confirmar una resposta havia estat rebuda de la DPP, però, no va donar a conèixer les recomanacions de la DPP. El juny de 2017el cardenal Pell va ser imputat a Austràlia per presumptes abusos sexuals contra menors. El papa Francesc li concedí una excedència perquè pogués viatjar a Austràlia i enfrontar-se al procés judicial.
El 26 de febrer de 2019 va ser declarat culpable per un tribunal de Melboune d'abusar sexualment de dos de menors per la qual cosa podria ser sentenciat a una pena d'uns 10 anys de presó. Finalment, el 13 de març de 2019 va ser condemnat a sis anys de presó per cinc delictes de pederàstia, un per penetració oral, contra dos de menors. El jutge precisà que Pell hauria de complir tres anys i vuit mesos de la condemna abans de demanar llibertat condicional, el que podria fer a partir d'octubre de 2022.
L'abril del 2020 va sortir de la presó després que el Tribunal Suprem australià l'absolgués en considerar que hi va haver "la possibilitat significativa que una persona innocent fos condemnada perquè les proves no van establir la culpabilitat amb el nivell probatori requerit".

## Escrits
Pell ha escrit sovint en revistes i diaris religiosos i seculars, tant australians com estrangers. Regularment parla a la televisió i a la ràdio. Entre les seves obres estan: 
- Pell, George. Bread, stones or fairy floss : religious education today (pamphlet).  Melbourne: Australian Catholic Truth Society Publications, 1977.
- Pell, George. Are our secondary schools Catholic? (pamphlet).  Melbourne: Australian Catholic Truth Society Publications, 1979.
- {{{títol}}} (microfiche) (tesi).
- Pell, George; Woods, Mary Helen. Issues of Faith and Morals.  Melbourne: Oxford University Press, 1996. ISBN 0-19-553978-8. For senior secondary classes and parish groups.
- Pell, George. Catholicism and the architecture of freedom (oration).  St Leonards, Sydney: Centre for Independent Studies (Australia), 1999, p. 14. ISBN 1-86432-044-3. Arxivat 2019-03-27 a Wayback Machine.
- Pell, George. Livingstone, Tess. Be not afraid : collected writing.  Sydney: Duffy & Snellgrove, 2004. ISBN 1-876631-97-X. A collection of homilies and reflections.
- Pell, George. Casey, M. A.. God and Caesar: Selected Essays on Religion, Politics, and Society.  Ballan, Victoria: Connor Court, 2007. ISBN 978-0-8132-1503-7.
- Pell, George. Livingstone, Tess. Test Everything: Hold Fast to What Is Good (paperback).  Ballan, Victoria: Connor Court, 2010. ISBN 978-1-9214-2137-2.

## Honors
Gran Prior per Austràlia-Nova Gal·les del Sud i Gran Creu de l'orde del Sant Sepulcre de Jerusalem (2001)
 Company de l'orde d'Austràlia (2005)
 Medalla del Centenari d'Austràlia (2001)
 Gran Creu Eclesiàstica de Sant Llàtzer (2003)